# Martha Schlinkert
Martha Schlinkert, geborene Galinski (* 24. April 1913 in Gelsenkirchen; † 30. Juni 1979 in Olsberg) war eine deutsche Kinderbuchautorin.

## Leben und Werk
Martha Galinski wurde 1913 in Gelsenkirchen geboren. Ihr Vater, ein Hochofenarbeiter, starb im Ersten Weltkrieg, als sie erst drei Jahre alt war. Ihre Mutter ernährte sie und ihre drei Geschwister mit Nachtschichten in einer Fabrik. Aufgewachsen ist sie in einem Mehrfamilienhaus in Gelsenkirchen.
Martha liebte Geschichten, aber sie hatte nicht genug Geld, um sich Bücher zu kaufen. Also dachte sie sich selbst Geschichten aus und erzählte diese ihren Spielkameraden und Freunden. Nachdem sie das Schreiben gelernt hatte, begann sie, ihre Geschichten aufzuschreiben. Das Schreiben wurde ihr größtes Hobby.
Nach der Schule (Abitur und Höhere Handelsschule) machte sie eine Ausbildung zur Sekretärin und arbeitete für den Direktor der „Deutschen Eisenwerke, Gelsenkirchen“. Martha lernte 1938 während eines Kurzurlaubs in Olsberg ihren späteren Mann, den Fabrikanten Erwin Schlinkert aus Olsberg kennen.
Sie heirateten am 18. September 1939 während des Zweiten Weltkrieges und Martha zog zu ihrem Mann nach Olsberg. Erwin musste nicht in den Krieg ziehen, da er in seiner Firma unabkömmlich war.
Martha Schlinkert arbeitete tagsüber als Sekretärin ihres Mannes. Abends schrieb sie Bücher. Zunächst verfasste sie zwei Bücher über das Leben der Arbeiterklasse, die jedoch schnell in Vergessenheit gerieten. Ihre große Leidenschaft galt jedoch schon seit Kindertagen den Kindergeschichten. Sie schrieb, wann immer sie Zeit hatte, und kam auf über 100 Kinderbücher.
1940 gebar Schlinkert ihre Tochter Irmtraut. Drei Jahre später bekam sie den Sohn Hans-Georg.
Zu den bekanntesten ihrer Bücher zählt wohl die „Bummi“-Reihe über ein junges Mädchen, das in Olsberg aufwächst und allerlei Flausen im Kopf hat. Im ersten Buch zum Beispiel probiert sie die Blumenerde im Garten, um herauszufinden, ob die Erde im Sauerland auch wirklich sauer schmeckt.
Buchkritiker bemängelten manchmal, dass ihre Bücher nicht bis ins Letzte durchdacht seien. Aber das war nie Schlinkerts Ansinnen. Vielmehr wollte sie kindgerechte Geschichten schreiben, die Menschlichkeit vermitteln und den Kindern helfen sollten, das Leben zu verstehen. Schlinkert erhielt hunderte von Briefen von Kindern, die sich für die Geschichten bedankten und mehr über „Bummi“ wissen wollten.
Sie schrieb und veröffentlichte 1975/76 noch neue Werke und hielt Lesungen. 1977 verstarb ihr Ehemann Erwin. 1978 besuchte sie in Hagen die 100. Arbeitstagung des Autorenkreises Ruhr-Mark, an deren Treffen sie regelmäßig teilnahm. Im gleichen Jahr erfolgte die Schenkung eines Teils ihrer Bücher an die Stadt Olsberg. Martha Schlinkert starb am 30. Juni 1979 in Olsberg nach langer schwerer Krankheit im Alter von 66 Jahren.
Insgesamt brachten es die 10 „Bummi“-Bücher auf eine Auflage von über zwei Millionen Exemplaren. Neben Bummi schuf die Autorin Martha Schlinkert viele weitere Kinderfiguren wie Maxi, Anne, Winni, Pelle, Peter Purzel, Silvie und Kordula. Insgesamt kamen über 100 Titel mit einer Gesamtauflage von mehr als sechs Millionen Büchern zusammen. Entscheidend für den Verkaufserfolg waren eine Vielzahl von Lesungen im gesamten Bundesgebiet sowie  ein geringer Preis der Bücher und der Umstand, dass sie in großen Kaufhäusern vertrieben wurden. Damit ist Martha Schlinkert eine der erfolgreichsten Kinderbuchschriftstellerinnen der Nachkriegszeit. Dass die Literaturkritik die „Bummi“-Bücher wegen ihrer Harmlosigkeit und stilistischen Anspruchslosigkeit teils heftig zerriss, tat dem Erfolg keinen Abbruch.
Schlinkert war Vorstandsmitglied im Sauerländer Heimatbund und Mitarbeiterin der Zeitschriften Suerlänner und Sauerland.

## Werke
- Der Schatten des Schlotes. Roman. Aachen: Grenzland 1946
- Der Richter von Josupei. Novelle. Ebd. 1948
- Die Tochter der Wirkerin. Roman. Ebd. 1948
- Dachschiefer und Schiefertafel. Wiesbaden: Hess. Schulbuch-Stiftung 1954
- Aus dem Tagebuch eines Berglehrlings. Wiesbaden 1955
- Mädchen reiten für ihr Leben gern. Warendorf: MV 1977
- Kinder des Frühlings. Ebd. 1955

[alle weiteren Titel Göttingen: Fischer sowie Balve: Engelbert:]
- Die Hütte am See. 1956
- Bienchen und Strolch. 1957, 1966, 1972
- Im Märchenwald. 1957, [1966], 1972
- Man nennt mich Bummi. 1957, 1966, [1974], [1976]
- Pummelchen und Rieke. 1957
- Sieben Raben und ein Spatz. 1957
- Unser täglich Brot. 1957; u.d.T.: Mit der Zauberuhr ins Abenteuer. 1969
- Uschi Sausewind. 1957
- Was ist mit Bummi los? 1957
- Bummi und Fiete. [1958], [1974]
- Bummi in Nöten. 1958
- Pummelchen und Pelle. 1958; 1970
- Martha Schlinkert erzählt die lustige Weltreise von Pummelchen und Pelle. 1972, [1976]
- Sieben Raben bauen ein Nest. 1958
- Sieben Raben fliegen aus. 1958
- Sieben Raben sind endlich glücklich. 1958
- Heide Thelen. 1959
- Meine Freundin Anne. 1959, 1966
- Bummi und ihre Freundinnen. 1960, 1966
- Bummi steht kopf. 1961, 1966
- Alle lieben Christa! 1962, 1964
- Wenn man erst vierzehn ist. 1962
- Komm wieder, Martina. 1963
- Liebe kleine Martina. 1963
- Martina und Cornelia. 1963
- Tiermütterchen Sanne. 1963
- Das Mädchen aus dem Hexenhaus. 1964
- Möpschen, vorwiegend heiter. 1964
- Sabine hat’s gut. 1964
- Sabine ist goldrichtig. 1964
- Sabines Geheimnis. 1964
- Schwester Isabelle. 1964
- Geheimnis um Isabelle. 1965
- Isabelle hat’s gut. 1965
- Kleine Schwester Isabelle. 1965
- Stippchen und der Zauberer. 1965, 1966
- Wohin, Isabelle? 1965
- Alles dreht sich um Winnie. 1966
- Bummi wird dreizehn. 1966
- Bummi und ihr Pony. 1966
- Ein Zipfel Glück für Sigrid. 1966, 1968, 1978
- Inge macht ihren Weg. 1966
- Nur Mut, Winnie. 1966
- Peter, Purzel und Rosinchen. 1966
- Uschi Sausewind. 1966, 1972
- Was ist mit Bummi los? [1966], 1974
- Winnie im Paradies. 1966
- Anne und Sanne. 1967
- Anne und Sanne. Die falschen Schwestern. 1967
- Anne, Sanne und die Neue. 1967
- Dorothea und die Himmelsreiter. 1967
- Freie Fahrt für Kathrin. 1967; u.d.T.: Ein Brief im Baum. 1975
- Hausmütterchen Inge. 1967
- Inge entscheidet sich. 1967
- Inge geht ihren Weg. 1967
- Inge wird gebraucht. 1967
- Julia. 1967; 5. Aufl. 1968
- Marielise sucht eine Freundin. 1967, 1968
- Wer bist du, Nicole? 1967; u.d.T.: Eine Neue in der Tertia. 1972
- Bummi hat es geschafft. 1968
- Bummi wird flügge. 1968
- Dorothea sattelt um. 1968
- Linda als Babysitter. 1968
- Linda und ihr Ferienjob. 1968
- Marianne und das neue Schwesterchen. 1968; u.d.T.: Anne hat ein Geheimnis. 1974
- Meine Schwester Silvie. 3. Aufl. 1968; u.d.T.: Immer diese Silvie. 1975
- Christa das Sonntagskind. Neuausg. 1969
- Maxi auf dem Kuckuckshof. 1969
- Maxi kommt in die Schule. 1969
- Mit der Zauberuhr ins Abenteuer. 1969
- Die Kinder aus dem Hasenbusch. 1970 (2. Aufl.)
- Ein Fall für Susanne. 1970
- Maxi und ihr Dackel Florian. 1970
- Maxi und ihre lustigen Vettern. 1970
- Rebellin mit Herz. 1970
- Rosen für Susanne. 1970
- Sabine, Freundin der Tiere. 1970
- Angela und Nikolo. Die Geschichte einer Kinderfreundschaft. 1971
- Detektivclub Viereinhalb. Das Geheimnis von Zimmer 16. 1971
- Maxi und Uta. 1971
- Das Gespenst von Zimmer 16. 1971, 1972
- Der kleine Hoppediz. 1972; u.d.T.: Bärbel fliegt zur Milchstraße. 1975
- Detektivclub Viereinhalb. Die verschwundenen Ponies. 1972
- Detektivclub Viereinhalb. Spuk im alten Park. 1972
- Die verzauberte Katrin. 1972
- Im Märchenwald. Für die jüngsten Leser. 1972
- Martha Schlinkert erzählt eine fröhliche Geschichte von Bienchen und Strolch. Für die jüngsten Leser. 1972
- Martha Schlinkert erzählt von Uschi Sausewind. Für die jüngsten Leser. 1972
- Maxis erstes Jahr im Internat. 1972
- Spuk im alten Park. Detektivklub Viereinhalb. 1972 (2. Aufl.)
- Ein Pony für Kordula. 1973, 1974
- Heike erobert das Leben. 1973
- Hoppediz und Quirlewitt. 1973
- Maxi kämpft um Nicki. 1973
- Anne hat ein Geheimnis. 1974
- Christine im Lügennetz. 1974
- Das Mädchen Winnie. 1974
- Einfälle muß man haben. 1974
- Huuu, das kleine Gespenst. 1974
- Jessika und Flick. Der fremde Hund. 1974
- Ein Brief im Baum. 1975
- Immer diese Silvie. 1975
- Jessika und Flick. Die Spur führt zum Amselweg. 1975
- Jessika und Flick. Gefahr am Weg. 1975
- Bärbel fliegt zur Milchstraße. 1976
- Brigitte siegt auf Hella. 1976
- Bummi ist unmöglich. 1976
- Bummi, das Fräulein Ungeduld. 1976
- Bummi, die wilde Hummel. 1976
- Das Hündchen Quirlewitt. 1976
- Mit dem Glück auf du. 1976
- Detektivclub „Viereinhalb“. 1977
- Lustige Geschichten um Maxi. 1978
- Neue Geschichten um Maxi. 1978
- Ein Auftrag für Susanne. 1983
- Meine Freundin Julia. 1983
- Bleib bei der Wahrheit, Christine! [1984]
- Wie kann man nur Bummi heißen! 1988
- Bummi, bleib wie du bist. 1989.

### Hörspiele
- Der alte Wagen (SDR 1954)
- Bummi und Fiete. Quickborn bei Hamburg: Miller-International-Schallplatten o. J.
- Was ist mit Bummi los? Ebd. o. J.
- Man nennt mich Bummi. Ebd. o. J.
- Die Bummi-Hörspiele wurden 1979 von Europa neu verwertet

### Märchenspiele für Freilichtbühnen
- Der Zauberschwan
- Rumpelstilzchen
- Der Eisenhans
- Der Teufel mit den drei goldenen Haaren
- Jorinde und Joringel

## Archivalien
- Nachlass, Handschriften: ULB Münster: Brief an Friedhelm Kaiser, 6. August 1961

In:
- Westf. Literaturarchiv Hagen: Slg. – 2.
- StLB Dortmund, Personenslg.: Zeitungsausschnittslg.
- Materialslg. im Biogr. Archiv des WHB, Münster.